# Лесевич, Иосиф Фёдорович
Иосиф Фёдорович Лесевич (ок. 1804 — после 1879) — новгородский, полтавский и курский вице-губернатор, действительный статский советник. 

## Биография
Окончил Санкт-Петербургскую гимназию и поступил в 1821 году на службу в хозяйственный департамент Министерства внутренних дел.
В 1826 году был прикомандирован к князю В. П. Кочубею для «занятия при нём». В 1829 году — помощник редактора «Журнала Министерства внутренних дел». В 1831 году за труды по составлению дополнений к Своду законов об общественном призрении, получил награду в 1200 рублей. Занимал в министерстве должность столоначальника, начальника отделения, откуда и был назначен Курским вице-губернатором.
Был 7 сентября 1848 года произведён в действительные статские советники и спустя несколько дней, 19 сентября, переведён вице-губернатором в Полтавскую губернию. Почти пять лет занимал эту должность, пока 12 июля 1853 года не была произведён обмен вице-губернаторов Полтавской и Новгородской губернии: Лесевич был направлен в Новгород, о а оттуда на его место Полтавского вице-губернатора был назначен Фёдор Яковлевич Бунаков.
Вице-губернатором в Новгороде Лесевич был до 15 февраля 1857 года, после чего вышел в отставку, в которой пребывал до 1872 года.
Был землевладельцем Сумского уезда Харьковской губернии (22 десятины), имел дом в Сумах. В 1879 году исполнял обязанности уездного предводителя дворянства, был почётным мировым судьёй Сумского уезда.

## Награды
- Орден Святого Станислава 2-й степени (1841)
- Орден Святой Анны 2-й степени (1843)